# Гемен (замок)
Гемен (нем. Burg Gemen) — средневековый каменный замок. Расположен в одноимённом районе города Боркен, в административном округе Мюнстер, в земле Северный Рейн-Вестфалия, Германия. История замка насчитывает почти тысячу лет. Изначально комплекс на искусственном острове был административным центром усадьбы влиятельного дворянского рода фон Гемен. В ходе многочисленных реконструкций крепость, окружённого рвом, превратилась в респектабельную дворцово-замковую резиденцию. История современного сооружения восходит к началу XVI века. По своему типу относится к замкам на воде.

## Расположение
Замок находится в парковой зоне Мюнстерланд в долине реки Бохольтер-Аа. Именно её воды питают рвы вокруг комплекса. В древние времена здесь существовали обширные болота, которые со временем были осушены. 

## История

### Ранний период
В 962 году ферма под названием Гамин (Gamin) впервые упоминается в документах. Речь шла о феоде монастыря Фреден. Её тогдашняя настоятельница, Матильда, смогла проследить свою родословную до полулегендарного германского вождя Видукинда. С 1100 года Бернхард фон Гемен упоминается как первый рыцарь, получивший имение в качестве феода. Он также является первым, кто стал использовать название укреплённой усадьбы как родовое имя.
Начиная с XII века, история господ Гемена характеризовалась постоянными конфликтами с князьями-епископами Мюнстера. К тому времени клирики стали могущественными правителями этого региона. Чтобы сохранить свой статус свободных имперских рыцарей, владельцы замка неоднократно заключали успешные союзы. Например, они объединялись с графами, а позднее герцогами Клевскими, архиепископом Кёльна и вольным имперским городом Дортмундом.
Ко второй половине XIII века представители рода фон Гемен значительно расширили свои территориальные владения благодаря продуманной политике выгодных браков и победоносным войнам во время бесконечных междоусобиц с соседями. Когда в 1370 году главой семьи стал Генрих III фон Гемен, началось стремительное возвышение рода до уровня одной из самых влиятельных дворянских семей Вестфалии. Генрих III фон Гемен выкупил замок у своего сюзерена, сделав его аллодиальной собственностью семьи. Он также к 1411 году провёл масштабную реконструкцию родового замка, превратив его в мощную крепость. Надпись на камне, сохранившаяся до наших дней, упоминает него и его супругу Катарину фон Бронкхорст как инициаторов строительных работ.
Сын Генриха, Иоганн II, успешно продолжил политику отца и сумел расширить свои владения на западе до Гелдерланда. Когда его сын, Генрих IV, умер в 1492 году, не оставив наследников мужского пола, замок и владения перешли к графу Йоханну IV фон Хольштайн-Шаумбург унд Штернберг (через брак с Кордулой фон Гемен, дочерью последнего главы семьи фон Гемен).

### Эпоха Ренессанса
Йобст II фон Гольштейн-Шаумбург-Гемен, внук Йоханна IV фон Шаумбург и двоюродный брат Вильгельма I Оранского, в 1560 году начал лютеранскую Реформацию в княжестве Гемен. Тем самым было положено начало формированию одной из старейших протестантских общин Вестфалии. Поскольку Йобст II также поддерживал борьбу голландцев за свободу против католической Испании, в 1568 году Гемен был осаждён, захвачен и разграблен войсками Фернандо Альвареса де Толедо, герцога Альба. Однако во время Тридцатилетней войны, кровавого затяжного конфликта между католиками и протестантами, положение владельцев замка оказалось иным. Йобст-Герман (внук Йобста II), сумел в хаосе масштабной войны сохранить родовую резиденцию практически невредимой.
Однако смерть Йобста-Германа породила серьёзный конфликт вокруг Гемена. Днло в том, что почивший в 1635 году владелец не был женат и не имел дети. В итоге разгорелись споры о наследстве среди близких и дальних родственников Йобста-Германа. В ходе судебных тяжб верх одержала графиня Агнес фон Лимбург-Штюрум, аббатиса монастыря Фредена. Она приходилась Йобсту-Герману тётей. Через некоторое время графиня передала Гемен в собственность своему племяннику Герману Отто II фон Лимбург-Штюрум. Его сын, Адольф Эрнст фон Лимбург-Штюрум, решил восстановить в княжестве Гемен католичество. Однако ввиду упорного сопротивления жителей не смог этого сделать.
В 1694 году Герман Отто II фон Лимбург-Штюрум наконец сумел урегулировать многовековой спор с епископством Мюнстерским о суверенитете в пользу своей семьи. Решение было принято в Имперском камеральном суде. 15 сентября 1700 года между двумя спорящими сторонами было достигнуто окончательное соглашение, по которому владельцы Гемена становились вассалами императора Священной Римской империи. Вдохновлённый своими успехами Герман Отто II решил преобразовать бывшую крепость в роскошный дворцово-замковый комплекс.

### XVIII век
В 1772 году владение Гемен получил в наследство Дамиан Август Филипп Карл, принц-епископ Шаблон:Шпейерское княжество-епископство. Правда, уже в 1775 году он отказался от этой собственности в пользу графа Фердинанда Менрада фон Лимбург-Штюрум-Иллерайхен. Тогда неожиданно о собственных правах на Гемен заявил граф Симон Август фон Липпе-Детмольд. Дело в том, что по одному из судебных процессов его семья была признана законным преемником графов Гольштейн-Шаумбург. На основании этого граф Симон Август фон Липпе-Детмольд послал к замку отряд солдат, переодетых крестьянами. Те в ходе внезапного нападения сумели захватить Гемен. Только в январе 1776 года фон Лимбургам удалось вернуть комплекс. Причём тоже с применением насилия. На удачу представителей рода фон Лимбург выдалась чрезвычайно суровая зима и рвы замка покрылись толстым слоем льда. Крепость оказалась уязвима для нападения. Гарнизон, оставленный графом Симоном Августом фон Липпе-Детмольд, предпочёл капитулировать.

### XIX век
В 1800 году замок и поместье Гемен унаследовал барон Алоиз Себастьян фон Бёмельберг цу Эрольцхайм. 12 июля 1806 года в ходе реформ, предпринятых в Рейнском союзе по инициативе Наполеона I, поместье было медиатизировано. Священная римская империя прекратила своё существование. Таким образом, владение утратило имперский статус. Все земли и замок оказались включены в состав княжества Зальм. Однако всего через восемь лет последовали новые радикальные перемены. После капитуляции Наполеона I победители на Венском конгрессе серьёзно перекроили карту Европы. Гемен по этим решениям был присоединён к королевству Пруссия.
24 мая 1822 года дворцовый комплекс пережил последнюю смену владельца. Комплекс приобрёл фрайгер (имперский барон) Йоханн Игнац Франц фон Ландсберг-Велен (представитель боковой ветви рода фон Ландсберг). 15 октября 1840 года решением прусского короля Фридриха Вильгельма IV этот человек был возведён в графское достоинство. Впоследствии он именовал себя графом фон Ландсберг-Велен унд Гемен. Его наследники продолжают владеть комплексом по настоящее время.

### XX век
Несмотря на масштабные военные конфликты и социальные потрясения замок Гемен благополучно пережил все катаклизмы. Он не пострадал ни во время Первой мировой войны, ни в ходе Ноябрьской революции, ни даже во время бомбардировок и боевых операций в ходе Второй мировой войны.
В 1946 году по инициативе тогдашнего епископа Мюнстера, знаменитого Клеменса Августа фон Галена, замок был сдан в аренду Мюнстерской епархии. С тех пор комплекс используется как центр образования молодёжи. 

## Современное использование
В сооружении размещается образовательный центр Jugendburg Gemen («Молодёжный замок Гемен»). Он известен далеко за пределами Северного Рейна — Вестфалии. Здесь имеется более 200 мест в общежитии и более 20 помещений для занятий. По этим показателям Гемен остаётся одним из пяти крупнейших учреждений подобного рода в Германии. От имени церкви им руководит капеллан замка. Помимо многочисленных курсов, предлагаемых различными организациями, здесь проводятся «Дни религиозной ориентации» под руководством педагогической команды. Кроме того, по субботам в часовне Святого Михаила, а по вторникам и четвергам в часовне фон Галена совершается Евхаристия.
Ключевым направлением деятельности замка является музыкальная и культурная жизнь. С самого начала работы центра для молодёжи эту сторону образования инициировали горячо преданные своему делу музыкальные педагоги. Впоследствии это привело к созданию ассоциации Werkgemeinschaft Musik im Bistum Münster e. V. (Музыкального сообщества Мюнстерской епархии). Главным ежегодным мероприятием является «Неделя хора и инструментальной музыки». Данное мероприятие проводится в первую неделю осенних каникул в Северном Рейне-Вестфалии. С 1951 года в среднем около 120 человек из разных поколений собираются вместе, чтобы заниматься музыкой в различных мастер-классах.
Замок Гемен также входит в популярный маршрут «Дорога 100 замков». Специальная велосипедная дорожка соединяет замки Мюнстерланда четырьмя кольцевыми маршрутами.

## Этапы строительства замка
Можно предположить, что замок Гемен был построен как укреплённый пункт в IX или X веке. Однако первое надёжное упоминание о крепости относится к 1274 году. Нынешний комплекс является преемником этого первого замка, история строительства которого можно разделить на пять главных этапов.

### XIII век. Расширение до круглого замка
К середине XIII века замок был перестроен в кольцевую крепость. Работами руководил Госвин фон Гемен. Круглый донжон, фундамент которого сохранился до наших дней, имел стены толщиной два метра. Эта башня размещалась почти в центре круглого двора, окружённого кольцевой стеной. С внутренней стороны стен, вероятно, находилось жилое здание. Археологи предполагают, что этот данный ранний комплекс был преемником замка типа мотт и бейли. Снаружи крепость окружал ров, наполненный водой. Попасть внутрь можно было только по подъёмному мосту.
В ту эпоху тогда ещё свободная территория к югу от замка, начала застраиваться домами для стражи, ремесленников и крепостных крестьян. Из этой слободы постепенно вырос современный город Боркен.

### XIV век. Расширение замка и строительство форбурга
Предположительно в XIV веке площадь главного замка была почти удвоена за счёт строительства новой кольцевой стены. В итоге комплекс приобрёл сложную многоугольную форму. Внутри замка возвели небольшую двухэтажную жилую резиденцию для собственников. Площадь этого здания составляла 8х17,5 метров. Также, предположительно, в северной части замка имелась прямоугольная жилая башня.
В это же время к югу появился ещё один искусственный остров. Он стал играть роль форбурга. Здесь разместились склады, конюшни, пекарня, кузница и важные хозяйственные помещения. По периметру возвели стены и башни. Попасть в главный замок можно было только из форбурга. На эту внешнюю крепость также вёл с суши единственный подъёмный мост.

### XV век. Третья реконструкция замка
При Генрихе III замок Гемен достиг своих нынешних размеров. К 1411 году собственники комплекса возвели новую трёхэтажную резиденцию. В ней уже имелся Рыцарский зал и погреб со сводчатым потолком. Бывший донжон (современная Шаровая башня) надстроили до четырёх этажей и превратили в бергфрид. Также появилась кирпичная Батарейная башня (или Башня у часовни). Внешние каменные стены на юге, западе и севере окружили бермой и сделали ещё более высокими.

### XVI-XVII века. Превращение сооружения в роскошную резиденцию
В ходе строительных работ в XVI веке (вероятно, в 1571 году) во дворе замка была построена часовая башни. В XVII веке начались масштабные работы, в ходе которых замок постепенно обрёл свой нынешний облик. Инициатором стал Герман-Отто II фон Лимбург-Штюрум. Благодаря некоторым архитектурным изменениям готического экстерьера, Гемен получил слегка барочный вид. При этом портал, ведущий в здание северного крыла, полностью переделали в классическом римском стиле. Особенностью Вестфалии являются популярность установки двух статуй львов по бокам от лестницы, ведущей к главному входу. Соответственно, появились и эти две фигуры.
В ходе отделочных работ в 1692 году замок снаружи покрыли желтоватой штукатуркой (стукко) и разделили белыми линиями. Большие внутренние помещения разделили на существенно меньшие по площади команты. В них разместили  камины и украсили лепниной. В результате единственное крупное помещение, оставшееся на сегодня в замке Гемен, — это так называемый Рыцарский зал. Он расположен в северной части западного крыла. Полностью работы по перестройке и отделке комплекса завершились около 1700 года.

### XIX-XX века
Строительные работы в XIX и XX веках ограничивались в основном незначительной реконструкцией, реставрацией и модернизацией. Полностью обновлённым оказался лишь внешний двор (бывший форбург). Пожар 1865 года уничтожил во внешнем замке многие старые здания. Поэтому в форбурге всё отстроили заново в стиле неоренессанс. Работы продолжались до 1882 года. В то же время был построен и нынешний впечатляющий вход во дворец.
Последний значительный строительный проект реализовали в 1950 году на первом этаже Восточного дворца, когда возвели часовню Святого Михаила.

## Владельцы замка

### Благородные лорды фон Гемен
- до ок. 1092: Вермольда I (* ок. 1035; † после 1092)
- ок. 1092 — ок. 1118: Бернхард, сын Верембольда I (* ок. 1065; † после 1118)
- ок. 1118 — ок. 1151: Верембольд II, сын Бернхарда (* ок. 1097; † после 1151)
- ок. 1151 — ок. 1163: Ламберт, сын Верембольда II (* ок. 1122; † после 1163)
- ок. 1163 — ок. 1203: Израиль, брат Ламберта (*ок. 1125; † после 1203)
- ок. 1203 — ок. 1234: Генрих I, сын Израиля (* ок. 1165; † после 1234)
- ок. 1234 — ок. 1250: Госвин II, сын Генриха I (* ок. 1197; † после 1250)
- ок. 1250 — ок. 1280: Готфрид III, сын Госвина II (* ок. 1220; † после 1287)
- ок. 1280 — ок. 1317: Госвин III, сын Готфрида III. (* ок. 1245; † после 1316)
- ок. 1317 — ок. 1319: Герман I, сын Госвина III.
- ок. 1319 — ок. 1345: Генрих II, сын Германа I.
- ок. 1345 — 1368: Иоанн I, сын Генриха II († до 1369)
- 1368 — 1424: Генрих III, сын Жуана I († 26 марта 1424)
- 1424 — 1455: Иоанн II, сын Генриха III (* 1391/1401; † после 8 марта 1458)
- 1455 — ок. 1458: Иоанн II вместе со своим сыном Генрихом IV (* после 1417; † 1492)

ок. 1458 — 1492: Генрих IV.
Со смертью Генриха IV линия дворян из рода фон Гемена по мужской линии пресеклась. Генрих IV завещал владение своей дочери Кордуле, которая передала все права своему мужу Иоанну IV Гольштейн-Шаумбургскому.

### Графы Гольштейн-Шаумбург
- 1492 — 1512: граф Йоханн IV фон Гольштейн-Шаумбург-Гемен[нем.].
- 1512 — 1531: граф Йобст I фон Гольштейн-Шаумбург-Гемен[нем.].
- 1531 — 1581: граф Йобст II фон Гольштейн-Шаумбург-Гемен[нем.] (вводит Реформацию).
- 1581 — 1597 (или 1607): Граф Генрих V фон Гольштейн-Шаумбург-Геменский.
- 1597 (или 1607) — 1635: Граф Йобст Герман фон Гольштейн-Шаумбург-Гемен[нем.].

Йобст Герман скончался неженатым, Гемен перешёл через его родственницу графиню Агнессу фон Лимбург-Штюрум, аббатису Фреденскую, к её племяннику Герману Отто.

### ГрафыЛимбургские
- 1640 — 1644: Граф Герман Отто I фон Лимбург-Штюрум[нем.].
- 1644 — 1657: Граф Адольф Эрнст фон Лимбург-Штюрум[нем.].

- 1657 — 1704: граф Герман Отто II фон Лимбург-Гемен.
- 1704 — 1754: Граф Отто Эрнст Леопольд фон Лимбург-Гемен[нем.].
- 1743 — 1771: Граф Фридрих Карл фон Лимбург-Гемен.
- 1771 — 1775: Дамиан Август Филипп Карл[нем.], принц-епископ Шпейера.
- 1775 — 1791: граф Фердинанд Готард Мейнрад фон Лимбург-Штирум цу Иллерайхен (1775 — 1776 оккупация замка солдатами Симона Августа фон Липпе-Детмольда).
- 1791 — 1798: Граф Карл II Йозеф Максимилиан цу Лимбург-Штюрум-Иллерайхен.
- 1798 — 1800: Граф Фердинанд Август Йозеф Йоханнес Непомук Фаддей цу Лимбург-Штирум-Иллерайхен.

После смерти Фердинанда Августа поместье Гемен перешло к его тете Изабелле Шарлотте, затем её мужу барону Игнацу фон Бёмельбергу.

### Бароны Бёмельбергские
- 1800 — 1822: барон Алоис Себастьян фон Бёмельберг цу Эролцхайм.

В 1806 году императорская власть в этой части Германии перешла к принцу Фридриху IV Зальм-Кирбургскому в соответствии с положениями Акта о Рейнском союзе, а затем, в 1815 году, по решению Венского конгресса — к Пруссии. В 1822 году Алоис Себастьян фон Бёмельберг продал поместье Гемен Иоганну Игнацу Францу фон Ландсберг-Велен.

### Графы Ландсберг-Велен унд Гемен
- 1822 — 1863: барон Иоганн Игнац Франц фон Ландсберг-Велен[нем.], с 1840 граф Ландсберг-Велен унд Гемен.
- 1863 — 1898: граф Фридрих фон Ландсберг-Велен унд Гемен[нем.].
- 1898 — 1902: граф Макс Франц фон Ландсберг-Велен унд Гемен.
- 1902 — 1921: граф Макс Фридрих фон Ландсберг-Велен унд Гемен.
- 1921 — 1942: граф Макс фон Ландсберг-Велен унд Гемен.
- 1942 — 2012: граф Макс Дитер фон Ландсберг-Велен унд Гемен[нем.].
- с 2012 года: граф Якоб фон Ландсберг-Велен унд Гемен.

## Описание замка
Главная часть комплекса распложена на северном острове. Замок имеет неправильную форму. Основной дворец находится в западной части. Это крупное трёхэтажное здание в высокой крышей. В северной части к нему примыкает высокая круглая башня (бывший бергфрид). С севера и востока построены ещё два трёхэтажных крыла. Их торцевой фасад завершается сверху Зубчатым щипцом. В южной части находится ещё одна башня. Там расположена замковая капелла. Все здания образуют небольшой внутренний двор. Раньше на остров вёл единственный мост с южной стороны. В настоящее время имеется небольшой деревянный мостик через северный ров.
К югу от главного замка находится ещё один остров. Раньше там был форбург (внешний замок). В настоящее время на этом острове сохранилось лишь несколько зданий. Прежние фортификационные сооружения снесены. Раньше в форбург можно было попасть по единственному мосту в западной части. В настоящее время существует ещё один мост с южной стороны. В основной замок ведёт мост через северный ров.

## В массовой культуре
В 1977 году Федеральное почтовое ведомство Германии посвятило серию марок теме замков и дворцов. На дополнительной марке, выпущенной в январе 1979 года номиналом 25 пфеннигов изображён замок Гемен. Дизайн марок разработал Хайнц Шиллингер.

## Галерея
- Вид замка с высоты птичьего полёта
- Вид замка с восточной стороны
- Бывший бергфрил
- Парадный вход
- Мост, ведущий в замок